# The Next Web
The Next Web (conocido también como TNW) es un sitio web y una serie anual de conferencias centradas en nuevas tecnologías y empresas emergentes en Europa. La empresa Next Web fue fundada en 2006 por los cofundadores Boris Veldhuijzen van Zanten y Patrick de Laive en Ámsterdam, Países Bajos, y en 2009 se inició un sitio web de noticias tecnológicas con el mismo nombre. Los informes de TNW han sido obtenidos de Wired, Mashable y el Huffington Post, entre otros.
El 5 de marzo de 2019, el Financial Times adquirió una participación mayoritaria en TNW. El 6 de septiembre de 2021, el exdirector ejecutivo, Boris, renunció y entregó el cargo a Myrthe van de Erve, quien era la exdirectora de operaciones.
Según de Laive, thenextweb.com tardó un año en alcanzar los 100 000 visitantes mensuales, y en junio de 2016 contaba con entre 8 millones a 10 millones de visitantes mensuales.

## Conferencias
Entre los oradores de las conferencias de TNW se incluyen Gary Vaynerchuk, Constantino Cristóbal de los Países Bajos y Robert Cailliau.
En 2017, la conferencia de The Next Web en Ámsterdam fue criticada por hacer declaraciones engañosas, por falta de transparencia en el pago a los presentadores por sus presentaciones y por tener una brecha de género en el número de presentadores masculinos y femeninos, y una brecha salarial de género en su compensación.
En 2020, el evento fue completamente en línea y para su evento de 2021 realizaron un evento híbrido y más pequeño debido a las restricciones por la pandemia de COVID-19 en Países Bajos.

## Lectura adicional
- Bischoff, Paul (18 de septiembre de 2014). «The Next Web signs exclusive deal with Tencent to republish articles in Chinese». Tech in Asia (en inglés estadounidense). Consultado el 15 de noviembre de 2018.
- Egusa, Conrad (5 de julio de 2015). «The Netherlands: A Look At The World's High-Tech Startup Capital». TechCrunch (en inglés estadounidense). Consultado el 15 de noviembre de 2018.
- Smith, Chris (9 de enero de 2015). «Next Web is the latest media company to offer a tech product». Digiday (en inglés estadounidense). Consultado el 15 de noviembre de 2018.
- Smith, Chris (4 de diciembre de 2014). «Tech blog The Next Web doubles down on ecommerce». Digiday (en inglés estadounidense). Consultado el 15 de noviembre de 2018.